# ФШ Харю
Футболно училище Харю Лаагри (на естонски: Harju Jalgpallikool Laagri) или просто Харю е естонски футболен отбор от село Лаагри.

## История
Клуб Харю е основан е основан на 27 август 2009г. като футболно училище. Играе на Изкуственното поле в Лаагри с капацитет 1 000 места. Прави дебюта си във Висшата лига през 2023 година.

## Отличия
- Купа на Естония
  - 4 кръг (1): 2022
- Есилига (2 ниво)
  -  Шампион (1): 2022
- Есилига Б (3 ниво) 
  -  2-ро място (1): 2021
- II лига Югоизток (4 ниво)
  -  2-ро място (1): 2020
- III лига Север (5 ниво)
  -  Победител (1): 2019